# Praha-Suchdol
Praha-Suchdol (deutsch Prag-Sukdol) ist ein Stadtteil der tschechischen Hauptstadt Prag. Er liegt sieben Kilometer nordwestlich des Prager Stadtzentrums und gehört zum 6. Stadtbezirk.

## Geographie
Praha-Suchdol befindet sich linksseitig der Moldau auf der Prager Hochfläche (Pražská plošina) zwischen den Tälern der Bäche Lysolajský potok und Únětický potok. Durch Praha-Suchdol führt die Staatsstraße II/241 von Prag nach Statenice. Am Moldauufer verläuft die Bahnstrecke Praha–Děčín, die nächste Bahnstation ist „Praha-Sedlec“.
Nachbargemeinden sind Roztoky im Norden, Bohnice im Osten, Praha 6 und Troja im Südosten, Lysolaje im Süden, Horoměřice und Statenice im Westen sowie Únětice im Nordwesten.

## Geschichte
Der Stadtteil Praha-Suchdol wurde 1990 im Zuge der Neustrukturierung der Verwaltungsbezirke in Prag geschaffen. Er umfasste ursprünglich die Ortsteile Sedlec (1922 eingemeindet) und Suchdol (1968 eingemeindet).
Zum 1. Jänner 2005 wurde Sedlec geteilt, dabei wurde der an der Moldau gelegene Anteil Dolní Sedlec mit dem Ort Sedlec und dem Industriegebiet A (Sedlec-průmyslový obvod A) dem Stadtteil Praha 6 zugeschlagen. Bei Praha-Suchdol verblieben das westlich der Bahnstrecke befindliche Industriegebiet B (Sedlec-průmyslový obvod B) sowie die an die Bebauung von Suchdol angrenzende Siedlung Budovec. Zu Beginn des 21. Jahrhunderts entstanden auf der Hochfläche südlich des alten Dorfes ausgedehnte Wohnsiedlungen.
In Suchdol befindet sich der Campus der Tschechischen Agraruniversität Prag. Künftig wird durch den Stadtteil der Prager Schnellstraßenring R 1 führen.

## Ortsgliederung
Der Stadtteil Praha-Suchdol besteht aus den Ortsteilen Sedlec (Selz) und Suchdol (Sukdol). Er gliedert sich in die neun Siedlungseinheiten Budovec, Nad Tichým údolím, Sedlec-průmyslový obvod B, Starý Suchdol, Suchdol-střed, Suchdol-Výhledy, Suchdol-západ, Tiché údolí und Vysoká škola zemědělská A. Zu Praha-Suchdol gehört das gesamte Kataster Suchdol (431 ha) und 81 ha von Sedlec.